# Unwanted
"Unwanted" é uma canção gravada pela cantora e compositora canadense Avril Lavigne para seu álbum de estreia, Let Go, lançado em 4 de junho de 2002 pela Arista Records. Foi composta e produzida por Clif Magness, com a intérprete participando em sua composição. A faixa, cuja sonoridade é marcada por guitarras, aborda liricamente a rejeição, inspirada em uma ocasião em que Lavigne, apesar de seu esforço para agradar, foi rejeitada pelos pais de um ex-namorado. Segundo Lavigne, "Unwanted" e "Losing Grip" são as faixas que melhor representaram a sua perspectiva sonora para o álbum. Críticos consideraram "Unwanted" uma canção "subestimada" dentro do repertório de Lavigne. A obra foi apresentada ao vivo nas duas primeiras turnês mundiais da artista, Try to Shut Me Up Tour (2002–03) e Bonez Tour (2004–05).

## Composição e recepção crítica
"Unwanted" é uma cinco colaborações entre Lavigne e o produtor estadunidense Clif Magness, sendo as demais "Losing Grip", "Mobile", "My World" e "Too Much to Ask" — todas gravadas no estúdio Blue Iron Gate, em Santa Mônica, na Califórnia. A parceria dos dois resultou positivamente para a cantora, que queria compor suas próprias canções — rejeitando as canções já prontas entregues por sua gravadora Arista Records — e se encontrava indecisa quanto ao seu estilo musical durante o processo inicial de composição de seu álbum de estreia. Conforme revelado por Lavigne, a gravadora foi relutante quanto ao álbum soar completamente como suas parcerias com Magness, especialmente "Unwanted" e "Losing Grip", embora ambas evidenciassem melhor a sua perspectiva sonora para Let Go.
Uma canção marcada pela presença de guitarras elétricas, "Unwanted" liricamente aborda a rejeição, que foi inspirada em uma ocasião em que Lavigne, apesar de ter sido educada, foi tratada com indiferença pelos pais de um ex-namorado. Sobre o ocorrido, ela ainda comentou: "Jantei com eles à mesa e tive minhas maneiras, tipo: 'Posso ajudá-los com algo? Posso lavar a louça?' Mas eles não me queriam com seu filho. Acho que pensaram que eu era um pouco selvagem para ele. E eu fiquei tão magoada com isso." De acordo com a partitura publicada pela EMI Music Publishing no Musicnotes.com, a faixa foi composta no tom de sol maior, com um ritmo moderado cujo metrônomo é de 140 batidas por minuto. O alcance vocal de Lavigne varia entre ré maior de quatro oitavas e si maior de quatro oitavas.
Quando à sonoridade de "Unwanted", Dave Donnelly, da página Sputnikmusic, comentou que é reminiscente "[a]os hinos pop de Pink". Escrevendo para a revista Alternative Press, Mala Mortensa incluiu a canção em uma lista com dez faixas "subestimadas" do repertório de Lavigne. Notando os vocais "poderosos e carregados de angústia" da intérprete, Mortensa concluiu: "Esta é uma daquelas músicas que vai fazer você se debater, esteja você com vontade de se mexer ou não." Adam Gonshor, da página andPOP, considerou a faixa um grande destaque de Let Go, ainda que não tenha sido lançada como single.

## Apresentações ao vivo
"Unwanted" foi apresentada em diversas ocasiões para a divulgação de Let Go, além de ter sido incluída no repertório da primeira turnê mundial de Lavigne, a Try to Shut Me Up Tour, que foi iniciada em dezembro de 2002. Um dos últimos concertos dessa turnê foi lançado no primeiro álbum ao vivo da artista, My World, no qual "Unwanted" é a décima terceira faixa. Lavigne interpretou a canção também em sua segunda turnê mundial, a Bonez Tour, entre 2004 e 2005. A canção foi apresentada no concerto gravado durante a etapa japonesa da turnê, o qual foi lançado no álbum de vídeo Bonez Tour 2005: Live at Budokan. Na quarta turnê mundial da cantora, a The Black Star Tour (2011–12), "Unwanted" apareceu como instrumental em alguns concertos.

## Créditos
Créditos de  "Unwanted" adaptados do encarte de Let Go.
- Avril Lavigne – vocais, composição
- Clif Magness – composição, produção, baixo, guitarra, teclados, programação, engenharia de gravação
- Tom Lord-Alge – mixagem
- Steve Gryphon – engenharia de gravação adicional
- Tom Hardisty – assistência adicional da engenharia de gravação
- Femio Hernandez – assistência da mixagem
- Josh Freese – bateria